# Erythemis mithroides
Erithemis mithroides (Brauer, 1900) är en insektsart i ordningen Odonata som tillhör underordningen Anisoptera, familjen Libellulidae, i folkmun känd som trollsländor. Detta är en neotropisk art som förekommer i Nordamerika, Centralamerika, inklusive Karibien och Sydamerika.  
Sländor spelar en viktig ekologisk roll: de är effektiva rovdjur av en stor mängd insekter, som konsumeras i stora mängder, både i vuxen och larvstadiet; de är byte för större djur, matar fåglar, fiskar, reptiler, amfibier och andra leddjur; och är viktiga bioindikatorer för att bedöma sötvattenkvalitet och övervaka bevarandet av våtmarker  